# Sussaba dorsalis
Sussaba dorsalis là một loài tò vò trong họ Ichneumonidae.